# Архиерейский синод Русской православной церкви заграницей

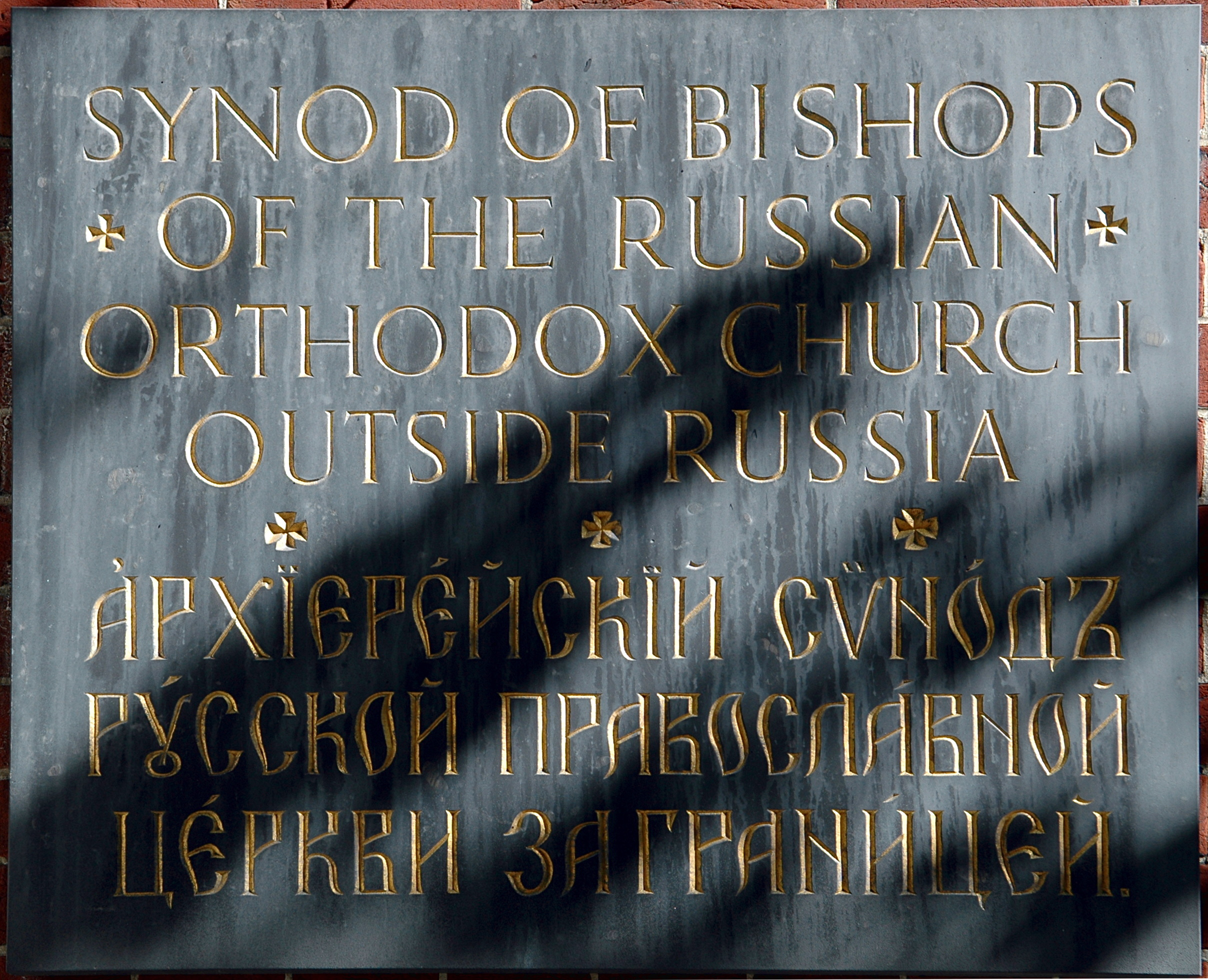
Табличка у входа в здание Архиерейского синода РПЦЗ на Манхэттене

Архиере́йский сино́д Ру́сской правосла́вной це́ркви заграни́цей — исполнительный орган Собора Русской зарубежной церкви. Состоит из председательствующего первоиерарха, двоих его заместителей и четверых членов, из которых двое избираются Собором на межсоборный срок и двое вызываются из епархии на четырёхмесячный срок в порядке очереди, а также двух их заместителей, вызываемых в заседание Архиерейского синода по усмотрению председателя. Архиерейский синод издаёт свой печатный орган под наименованием «Церковная жизнь».

## История

### Предшествующие образования
В мае 1919 года в Ставрополе Кавказском — на территории, контролировавшейся Белым движением, — было образовано Временное высшее церковное управление на Юго-Востоке России (ВВЦУ ЮВР). ВВЦУ ЮВР как временное учреждение, которое после восстановления связи с патриархом и отчёта о всех своих деяниях должно было прекратить свою деятельность. Однако надежды Белого движения на скорую победу в гражданской войне не оправдались, и ВВЦУ после ряда преобразований суждено было стать постоянным органом. В сентябре 1920 года Пётр Врангель пригласил в Крым находившегося на Афоне митрополита Антония (Храповицкого) для участия в церковном руководстве. Митрополит Антоний по прибытии в Крым стал почётным председателем Церковного управления. Ещё находясь в России, ВВЦУ ЮВР стало брать на себя решение проблем, связанных с внешней деятельностью Русской церкви, из-за невозможности московской церковной власти контактировать со своими зарубежными миссиями и приходами, а также с Поместными церквами и инославным миром. Данное положение было закреплено решением ВВЦУ ЮВР от 23 октября (5 ноября) 1920, согласно которому «все русские Церкви за границей Высшее Церковное Управление считает в своём подчинении до установления связи с Св[ятейшим] Патриархом Московским». Учреждение ВВЦУ ЮВР было легитимизировано изданием постановления патриарха Тихона, Священного синода и Высшего церковного Совета от 7/20 ноября 1920 № 362 — акта, рассматриваемого канонистами РПЦЗ в качестве основного правоустанавливающего документа.
По совету епископа Севастопольского Вениамина (Федченкова), 19 ноября на борту парохода «Великий князь Александр Михайлович» состоялось первое заграничное заседание ВВЦУ ЮВР, в котором приняли участие митрополит Киевский Антоний (Храповицкий), митрополит Одесский Платон (Рождественский), архиепископ Полтавский Феофан (Быстров) и епископ Севастопольский Вениамин (Федченков). В декабре того же года, по прибытии русских иерархов в Константинополь, ВВЦУ ЮВР было преобразовано в Высшее русское церковное управление за границей (ВРЦУЗ). Последнее заседание ВРЦУЗ в Константинополе состоялось 29 апреля (12 мая) 1921 года. По приглашению короля Александр I и патриарха Сербского Димитрия, Высшее церковное управление Русской православной церкви заграницей переехало в Сербию, в Сремски Карловцы, где патриарх Димитрий предоставил в распоряжение русских архиереев свою резиденцию (бывший дворец Карловацких патриархов). Первое заседание ВРЦУЗ в Сремских Карловцах состоялось 21 июля 1921 под председательством митрополита Антония (Храповицкого). 31 августа 1921 года Архиерейский собор Сербской церкви официально признал канонический статус РПЦЗ.

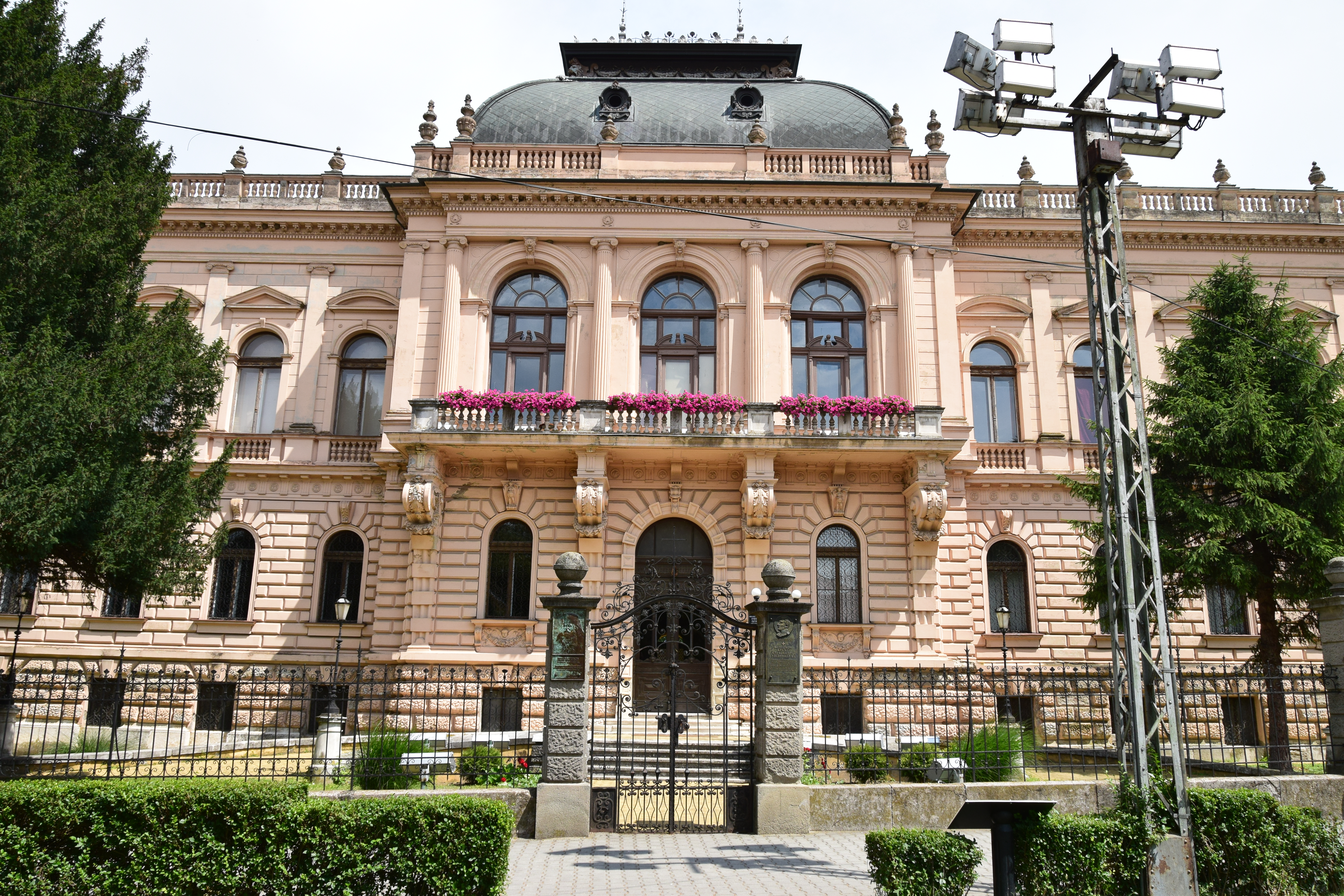
Патриарший дворец в Сремских Карловцах, место пребывания ВРЦУЗ в 1921—1922 годах и Архиерейского синода в 1922—1938 годах

Прошедшее 21 ноября — 3 декабря 1921 года в Сремских Карловцах Общецерковное заграничное собрание архиереев, клириков и мирян, переименовавшее себя в ходе заседаний во Всезарубежный собор, приняло ряд документов антисоветской направленности, спровоцировал реакцию со стороны советского правительства. В результате 5 мая 1922 года в Москве на соединённом присутствии Священного синода и Высшего церковного совета под председательством патриарха Тихона было вынесено постановление, в котором, в том числе, говорилось: «Ввиду того, что заграничное Русское Церковное Управление увлекается в область политического выступления, — а с другой стороны, заграничные русские приходы уже поручены попечению проживающего в Германии Преосвященного Митрополита Евлогия, Высшее Церковное Управление за границей упразднить».
Указ породил множество толкований и мнений о возможности и правомерности его исполнения. Митрополит Антоний сначала решил безоговорочно подчиниться указу, снять с себя полномочия председателя ВРЦУЗ и уехать на Афон. Однако большинство членов ВРЦУЗ считали, что указ был подписан под давлением большевиков, и поэтому склонялись к тому, что исполнять волю патриарха не следует. В русских зарубежных приходах начался сбор подписей под обращениями к митрополиту Антонию с просьбой не уходить на покой.

### Архиерейский Синод в Югославии (1922—1944)
2 сентября того же года состоялся Архиерейский Собор, который упразднил ВРЦУЗ и образовал Временный Заграничный Священный Синод:

1. Во исполнение Указа его Святейшества Святейшего Тихона Патриарха Московского и всея Руси и Святейшего при нём Синода от 24 апреля (5 мая) 1922 года за № 348 существующее Высшее Русское Церковное Управление упразднить.
2. Для организации новой Высшей церковной власти созвать Русский Всезаграничный Собор 21 ноября 1922 года;
3. В целях сохранения правопреемства Высшей Церковной власти образовать Временный Заграничный Архиерейский Синод РПЦ за границей с обязательным участием митрополита Евлогия, каковому Синоду и передать все права и полномочия Русского Церковного Управления за границей;
4. Состав Временного Заграничного Архиерейского Синода определить в 5 человек;
5. Названному Синоду принять зависящие от него меры к созыву Русского Всезаграничного Церковного Собора;
6. Об образовании Временного Архиерейского Синода довести до сведения Святейшего Патриарха Тихона и всех глав Автокефальных церквей, а также российских посланников.
Историк Андрей Кострюков, отмечает что упразднение зарубежного ВЦУ и создание вместо него Синода из одних только архиереев не только преследовало цель формально исполнить решение патриарха Тихона, но и устранить от церковного управления наиболее политизированных мирян и священников: «После Карловацкого Собора, где тон задавали миряне-радикалы, архиереи начинают постепенно вытеснять мирян и духовенство из Церковного управления. <…> Этот указ позволил зарубежным архиереям отодвинуть от управления РПЦЗ радикально настроенных деятелей, прежде всего протоиерея Владимира Востокова и генерала Николая Батюшина, создать Синод одних архиереев и в дальнейшем вести более осторожную политику». Также он отмечал, что особенностью Архиерейского Синода РПЦЗ в первый период его деятельности стало то, что в его работе в дальнейшем могли участвовать лишь иерархи, проживавшие в Королевстве СХС. Правящим из них можно назвать, да и то условно, только одного архиерея — самого митрополита Антония (Храповицкого), который руководил русскими приходами в Королевстве СХС, в то время как остальные члены Архиерейского Синода проживали в сербских монастырях и епархий не имели. Что касается правящих архиереев РПЦЗ, то они не могли присутствовать на заседаниях Синода из-за дальности расстояния. В связи с этим было принято решение: в случае если архиерей РПЦЗ, даже не являвшийся членом Синода, проездом или по делам оказывался в Сремских Карловцах, он имел право принимать участие в синодальных заседаниях с правом решающего голоса, что на долгие годы сделало количество членов Архиерейского Синода величиной относительной.
10 ноября 1923 года Патриарх Тихон и Священный Синод издал указ, в котором говорится о том, что Карловацкий Синод не имеет права высказываться от имени Русской Церкви и выступать с заявлениями, направленными на дискредитацию большевистской власти. В указе сказано о подложности писем, опубликованных за рубежом от имени Патриарха Тихона после его освобождения, а также содержится запрос в адрес митрополита Евлогия о канонических основаниях, на которых зиждется существование Карловацкого Синода. В дальнейшем оппоненты РПЦЗ рассматривали это решение как свидетельство против РПЦЗ. Исследования современных историков говорят о том, что подобные решения Патриарх Тихон принимал под давлением со стороны ГПУ.
После кончины Патриарха Тихона, последовавшей 7 апреля 1925 года, иерархи Зарубежной Церкви не сразу признали полномочия Патриаршего Местоблюстителя митрополита Петра (Полянского), который был неизвестен в эмиграции, в связи с чем зарубежные архиереи сомневались в его твёрдости. Однако, после того как митрополит Петр в своем послании осудил обновленцев, а осенью 1925 года отказался принять участие в их соборе, отношение зарубежной иерархии к преемнику Патриарха Тихона изменилось. 12 ноября 1925 года митрополит Пётр был признан в качестве Местоблюстителя и Архиерейским Синодом РПЦЗ. 26 июня 1926 года это решение утвердил Архиерейский Собор Русской Зарубежной Церкви.
В 1926 году Архиерейскому синоду РПЦЗ прекратили подчиняться митрополит Евлогий (Георгиевский) во Франции и митрополит Платон (Рождественский) в США со своими приходами. По воспоминаниям епископа Василия (Родзянко):

Вокруг митрополита Антония собрались Н. Рклицкий, П. С. Лопухин, Г. П. Граббе. Все это окружение все ещё мыслило в стиле и духе Св. Синода петербургского периода, забыв, что надо иначе. Синодалы утверждали: «Мы центр, все должны нас слушать». И что получилось. В 1926 г. митрополиты Евлогий и Платон демонстративно покинули Архиерейский Собор, сказав, что они не хотят, чтобы ими руководили те, которые, сидя в Сремских Карловцах, не знают обстановки на местах, не знают, что творится в Америке, в Западной Европе. И получалось неканонически: епископы без епархий, с потерявшими смысл титулами, размещенные по фрушкогорским монастырям, составляли Синод и управляли правящими епископами в Европе и Америке.
В 1930-е годы Архиерейский Синод неоднократно возвращался к вопросу о своем переезде в другую страну. При всём гостеприимстве, оказываемом Югославией и Сербской Церковью, Зарубежный Синод не получил в Югославии прав признанной государством религиозной корпорации.
В 1938 года изменилось местопребывание Синода — осенью канцелярия переехала в Белград и обосновалась на Добринской улице, в 1939 года переехала на улицу Молерова, 57, где находилась вплоть до нападения Германии на Югославию. Состав Синода также уменьшился, что было связано с уходом из жизни нескольких иерархов, проживавших в Югославии, а также с материальными затруднениями, которые не позволяли архиереям из других стран посещать Югославию. К концу 1930-х годов заседания Синода проходили
с участием всего лишь трёх иерархов — митрополита Анастасия, архиепископа Гермогена (Максимова) и архиепископа Феофана (Гаврилова), а в связи с уходом архиепископа Гермогена в раскольническую Хорватскую православную церковь и исключения его 6 июня 1942 года из состава Архиерейского Синода, сократился до двух иерархов. После смерти последнего обязанности секретаря
Синода короткое время и, по-видимому, заочно выполнял архиепископ Серафим (Соболев), находившийся в Болгарии. Затем из Германии в Белград для восполнения состава Синода был послан
епископ Василий (Павловский).

### В Центральной Европе (1944—1950)

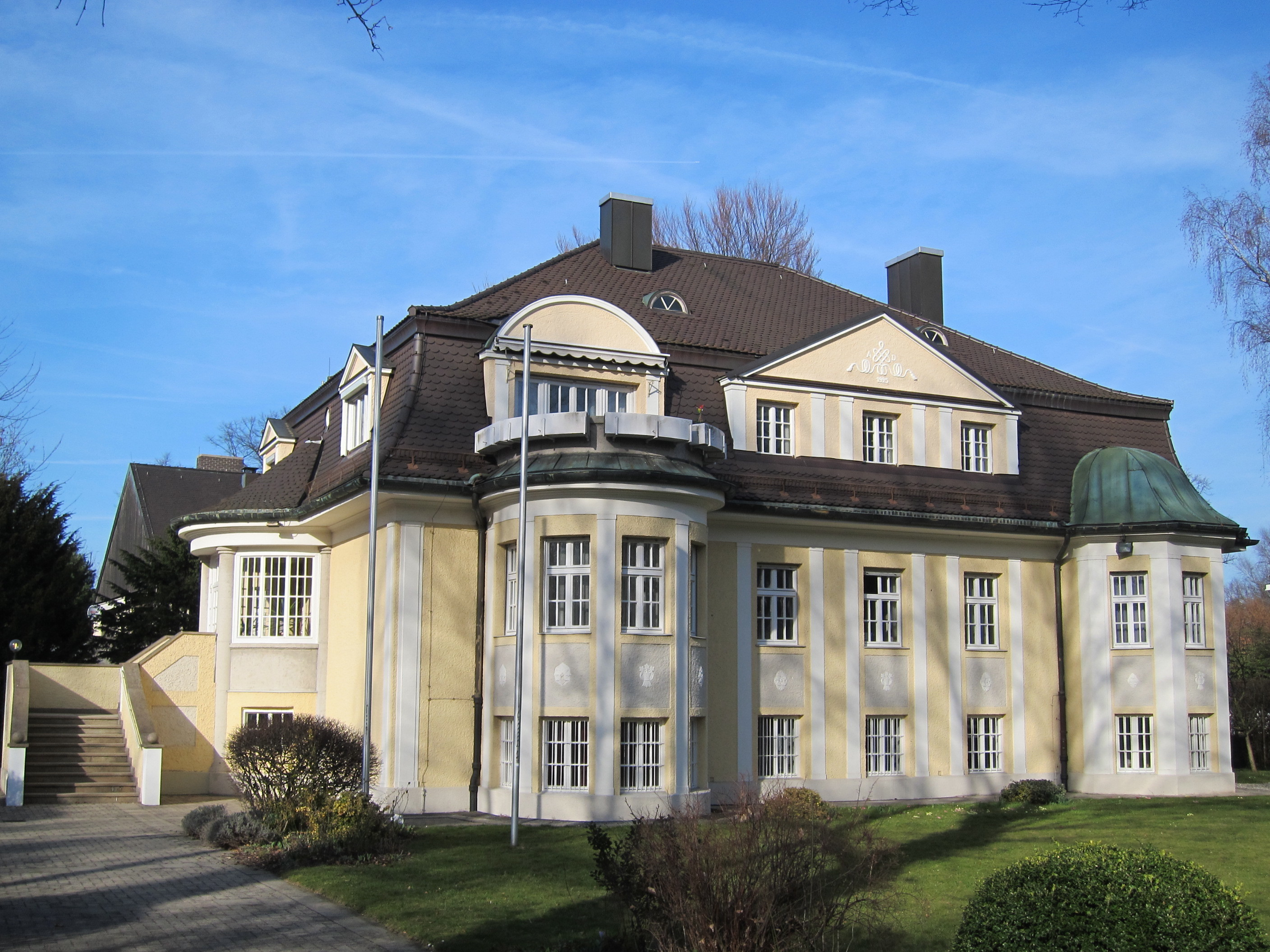
Особняк на Донауштассе, 5, в Мюнхене, где Архиерейский Синод пребывал с 1946 по 1950 год

В Сремских Карловцах Архиерейский Синод РПЦЗ оставался до 1944 года. С приближением советских войск к границам Сербии, Синод покинул Югославию. 10 ноября 1944 года из Белграда через Вену члены Синода во главе с митрополитом Анастасием (Грибановским) эвакуировались в Карлсбад (Карловы Вары). В этот период численность Синода сократилась до такой степени, что возникла угроза существования этого органа.
Последнее «военное» заседание Архиерейского Синода состоялось 9 апреля 1945 года, а следующее — 14 июля 1945 года в Мюнхене, находившийся в Американской зоне оккупации. 25 сентября 1945 года митрополит Анастасий с чудотворной Курской Коренной иконой Божией Матери «Знамение» переехал из Мюнхена в Женеву, откуда сразу телеграфировал всем архиереям РПЦЗ о своем прибытии в Швейцарию и существовании Архиерейского Синода, дабы развеять слухи о прекращении его существования. Переселение в нейтральную Швейцарию способствовало налаживанию связей с епархиями РПЦЗ. Было возобновлено общение с Североамериканской митрополией, Китаем, а также с духовной миссией в Иерусалиме.
В начале 1946 года американские оккупационные власти предоставили Синоду автомобиль и просторное здание в Мюнхене в особняке на Донауштрассе, где разместилась канцелярия и была освящена домовая церковь в честь равноапостольного князя Владимира. С того же времени Зарубежный Синод стал получать и значительные субсидии из Америки. В апреле 1946 года митрополит Анастасий переехал в Мюнхен и объединил вокруг себя значительную часть русской послевоенной эмиграции в Германии и Австрии
С 1948 года началось массовое переселение русских перемещенных лиц в США, Мюнхен пустел, постепенно закрывались лагеря беженцев и приходы в них. Европа теряла своё значение как центр русской эмиграции, и Архиерейский Синод принял решение о перенесении зарубежного центра в США, что и произошло осенью 1950 года.

### В США (с 1950)
Подходящим городом для нового местопребывания Синода был Нью-Йорк, где на тот момент проживало около 200 тысяч представителей русской эмиграции, но в самом городе подходящего здания найти не смогли. Князь Сергей Белосельский-Белозерский предоставил в распоряжение Архиерейского Синода РПЦЗ своё загородное имение около селения Магопак, расположенного в 40 милях от Нью-Йорка. Там по благословению Первоиерарха РПЦЗ митрополита Анастасия (Грибановского) было епископом Серафимом (Ивановым) устроено ставропигиальное иноческое подворье, которое и стало временной резиденцией Первоиерарха РПЦЗ.

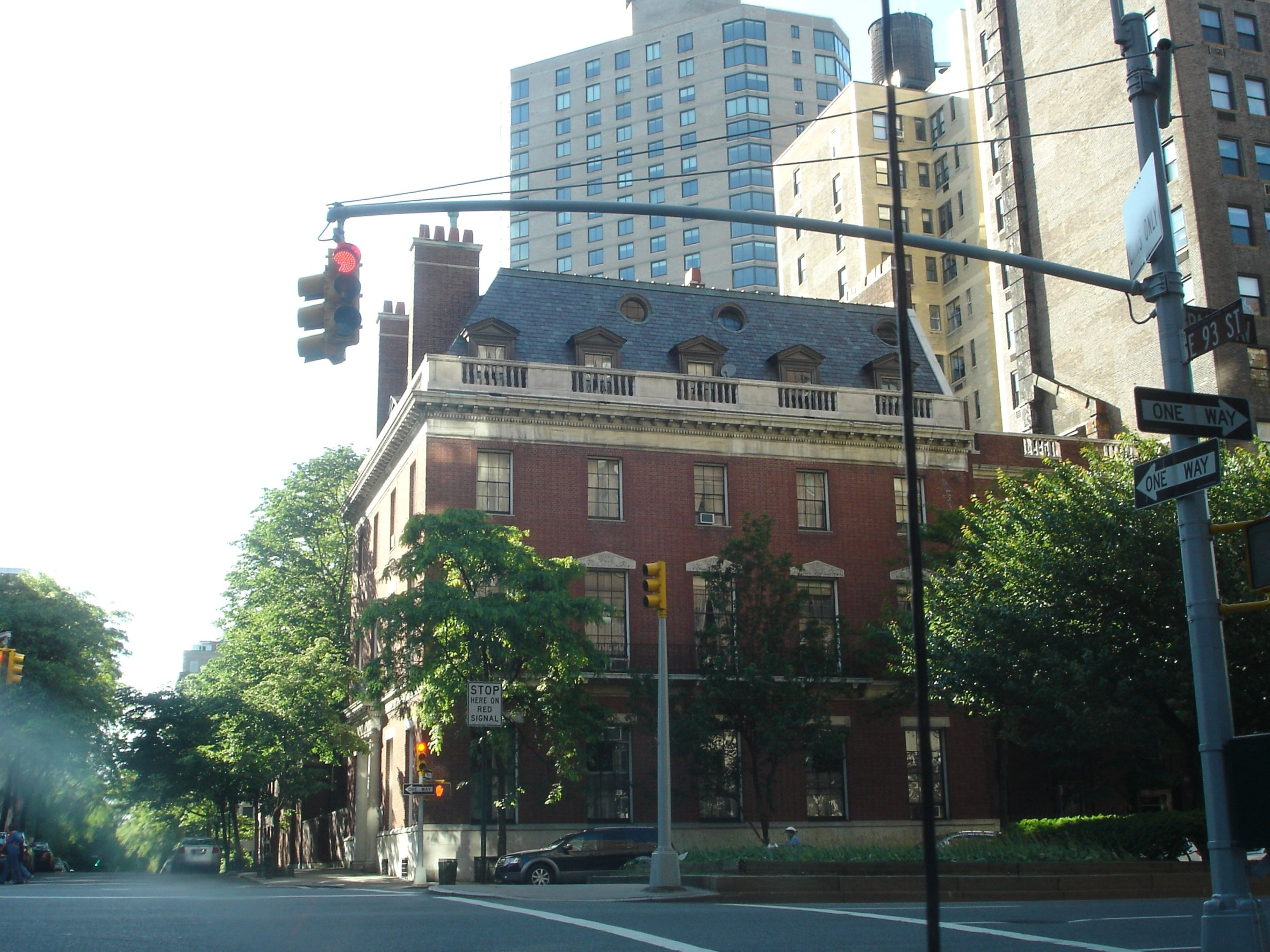
Синодальный Знаменский собор на Манхэттене

Однако расположенный к северу от Нью-Йорка Магопак был местом достаточно удалённым от большинства мест компактного проживания русских эмигрантов, которые по экономическим соображениям селились в Нью-Йорке или его ближайших пригородах. Тогда князь Белосельский-Белозерский передал Синоду дом на 312 West 77th Street в Манхэттене, куда в 1952 году переехала церковная администрация РПЦЗ. Там первоиерарха РПЦЗ митрополита Анастасия разыскал банкир Сергей Семененко, которому тот в 1919 году помог выехать за границу и получить образование. Малопрезентабельный дом из коричневого кирпича на 77-й улице показался Семененко не соответствующим достоинству и престижу Первоиерарха Русской Зарубежной Церкви, и на его средства в 1957 году в одном из лучших городских районов Нью-Йорка — на 93-й улице в верхнем Манхэттене был куплен особняк Палмера-Бейкера для митрополита и Синодальной администрации. В начале 1958 года Семененко подарил здание Архиерейскому Синоду. 2 февраля того же года состоялось освящение здания. Летом того же года Архиерейский Синод переехал сюда. На здании была помещена памятная доска с надписью «Мемориал Семененко» (Semenenko Memorial). В здании был оборудован соборный храм во имя Иконы Божией Матери «Знамение», освящение которого состоялось 12/25 октября 1959 года.

## Обязанности
Согласно Положению о Русской Православной Церкви Заграницей, ведению Архиерейского Синода принадлежат следующие дела:
1. Назначение управляющих епархиями из наличного состава епископов, назначение и перемещение викарных епископов, назначение и увольнение начальников Миссий и увольнение епископов на покой в междусоборный период времени,
2. Осуществление избрания новых епископов в междусоборный период путём затребования письменных отзывов от всех Преосвященных,
3. Открытие епископских кафедр, закрытие их и изменение границ их в междусоборный период, если в том настоит нужда,
4. Воссоединение с Церковью епископов, отпавших или присоединяющихся к Святой Церкви из инославных исповеданий,
5. Суд над епископами в первой инстанции при увеличенном составе Синода,
6. Принятие жалоб и суд над священнослужителями во второй инстанции при обычном составе Синода и утверждение представляемых Епархиальными Архиереями определений Епархиальных Судов о лишении клириков священного сана,
7. Бракоразводные дела клириков в первой инстанции и таковые же дела мирян из приходов, непосредственно Председателю Архиерейского Синода подчинённых, из Епархиальных Управлений (Церковного Суда) по тем или иным причинам направляющих означенные дела в Архиерейский Синод а также приём апелляций по бракоразводным делам,
Примечание: К ведению Синода относятся изъятия из правил о месте вчинения бракоразводных исков и восстановление сроков в оных.
8. Разрешение вопросов, касающихся разных сторон церковной жизни и церковного управления и упорядочение их,
9. Объединение и направление всех сторон жизни Русской Православной Церкви заграницей и наблюдение над исполнением предыдущих Соборных постановлений и других действующих церковных узаконений,
10. Издание книг Священного Писания, канонических сборников, богослужебных книг, учебников по Закону Божию и другие книги религиозно-нравственного содержания и также священных изображений; а равно разрешение, одобрение и преподание благословения на выпуск изданий указанного содержания разными организациями и частными лицами,
11. Одобрение вновь составленных служб, чинов и молитвословий и охранение текста книг Священного Писания и богослужебных книг, наблюдение за исправлением последних, а также за переводами и изданиями,
12. Открытие духовных школ для подготовки кандидатов в священство и церковных причетников и закрытие их,
13. Назначение начальников духовных школ для подготовки кандидатов священства и их увольнение,
14. Рассмотрение и утверждение учебных программ по отдельным курсам и предметам в духовных школах по представлению Ученого Комитета,
15. Наблюдение за строго православным и художественным направлением церковного искусства — зодчества, иконописи, пения и прикладных искусства и забота об их развитии,
16. Назначение и увольнение Правителя Дел Синодальной Канцелярии, Юрисконсульта и Синодального Казначея, 
Примечание: Председатель Синода принимает на службу и увольняет со службы служащих канцелярии и других низших служащих Синода по представлению Правителя Дел Синодальной Канцелярии.
17. Утверждение и увольнение членов и секретарей Епархиальных Советов по представлению Епархиального Архиерея,
18. Назначение разного рода сборов на общецерковные нужды, а также на нужды и поддержание отдельных миссий, святынь, монастырей, духовных школ, равно как на нужды религиозно-просветительные и благотворительные,
19. Дела по церковному усыновлению и узаконению,
20. Награждение белого и монашествующего духовенства саном протодиакона, наперсным крестом, саном протоиерея, палицею, наперсным крестом с украшениями, митрой, саном игумена и архимандрита а также преподание духовным лицам и мирянам благословения с выдачей грамот и награждение их Библией и Св. Иконами за особые их труды и жертвы и заслуги их перед Русской Православной Церковью Заграницей,
21. Разрешение отпусков для архиереев на срок свыше 2-х месяцев и отпусков за границу с временным заместительством викарными епископами или епископами из других епархий,
22. Рассмотрение и частичное изменение уже существующих уставов и статутов и утверждение новых уставов или статутов, коими регулируется жизнь, деятельность и управление существующих и могущих возникнуть приходов, братств, сестричеств, разных епархиальных и приходских, просветительных и благотворительных организаций, учреждений при Архиерейском Синоде, духовных школ, духовных миссий и мужских и женских монастырей,
23. Дела по укреплению и защите прав Русской Православной Церкви Заграницей, касающихся правового положения, существования и деятельности её и её органов,
24. Дела о церковных имуществах в епархиях, приходах, братствах, сестричествах, духовных миссиях, монастырях и духовных школах, поступающие на рассмотрение и решение Синода,
25. Рассмотрение и решение дел духовных миссии, монастырей и духовных школ, непосредственно подчинённых Синоду,
26. Решение недоуменных вопросов поступающих от епархий и других мест или лиц, равно как и возникающих вследствие неполноты или неясности церковных законов и соборных определений,
27. Обращение с посланиями или воззваниями к архипастырям, пастырям, монашеству, братствам и к пастве по требованию обстоятельств,
28. Уведомление Преосвященных о важных событиях церковной жизни и Синодальных постановлениях общего значения, что лежит на обязанности Секретаря Синода.

## Учреждения при Архиерейском Синоде
- Синодальная Канцелярия
- Учёный Комитет под председательством члена Синода
- Синодальный Благотворительный Фонд
- Миссионерско-Просветительный Отдел под председательством члена Синода
- Библиотека, Архив и Музей
- Хозяйственное Управление
- Синодальная Касса
- Синодальная Ревизионная Комиссия
- Юридическая Комиссия
- Художественно-архитектурная Комиссия
- Секретариат по межправославным отношениям[30]

## Члены
Состав Синода, избранный 17 сентября 2022 года на Архиерейском Соборе РПЦЗ:
- Николай (Ольховский), митрополит Восточно-Американский и Нью-Йоркский, первоиерарх РПЦЗ, председатель
- Марк (Арндт), митрополит Берлинский и Германский, первый заместитель председателя
- Кирилл (Дмитриев), архиепископ Сан-Францисский и Западно-Американский, второй заместитель и секретарь
- Гавриил (Чемодаков), архиепископ Монреальский и Канадский, постоянный член
- Петр (Лукьянов), архиепископ Чикагский и Средне-Американский, постоянный член (до 8 ноября 2024 года)
- Ириней (Стинберг), епископ Лондонский и Западно-Европейский, постоянный член
- Феодосий (Иващенко), епископ Сиэтлийский, викарий Западно-Американской епархии, запасной член
- Иов (Бандман), епископ Штутгартский, викарий Берлинской и Германской епархии, запасной член